# Tanja Bagar
Tanja Bagar, slovenska mikrobiologinja, * 1980
Je direktorica inštituta Icanna in docentka na Alma Mater Europaea - ECM.
Kritizirala je trditev Milana Kreka s koprske izpostave Nacionalnega inštituta za javno zdravje (NIJZ), da se CBD v človeškem telesu spremeni v THC.

### Srednja šola in študij
Obiskovala je Gimnazijo Murska Sobota. Diplomirala je na Biotehniški v Ljubljani (2004), doktorirala pa na Medicinski fakulteti v Ljubljani (2009).
Bila je mlada raziskovalka na oddelku za biotehnologijo na Kemijskem inštitutu v Ljubljani med letoma 2005 in 2009.

## Nagrade in priznanja
- 2010: Krkina nagrada za posebne dosežke na področju raziskovalnega dela[9]
- 2010: zlata plaketa Občine Gornji Petrovci[10]